# Alice Yotopoulos-Marangopoulos
Alice Yotopoulos-Marangopoulos (1917 – 31 de agosto de 2018) fue una abogada y criminóloga griega.

## Biografía
Aliki Giotopoulou (o Yotopoulou) nació en 1917 y era hija de un abogado. Además de profesora de criminología, ejerció cargos como el de Presidenta de la Sociedad Helénica de Criminología, miembro de la Sociedad Internacional de Criminología, abogada de la Corte Suprema, Vicepresidenta de Colegio de Abogados de Atenas, Presidenta de la Universidad Panteion, Presidenta de la Comisión Nacional por los Derechos Humanos y la Décima Presidente de la Alianza Internacional de Mujeres (1989–1996). Fue fundadora y Presidenta de la Fundación Marangopoulos por los Derechos Humanos.

## Publicaciones
- Les mobiles du délit : étude de criminologie et de droit pénal (1973)[4]
- The Peculiarities of Female Criminality and their Causes: A Human Rights Perspective (1992), Esperia[5][6]
- Women's rights: human rights (1994), Estia[7]
- Affirmative action : towards effective gender equality, (1998)[8]